# Tabanus funebris
Tabanus funebris är en tvåvingeart som beskrevs av Macquart 1846. Tabanus funebris ingår i släktet Tabanus och familjen bromsar. Inga underarter finns listade i Catalogue of Life.